# Basquetebol nos Jogos da Lusofonia de 2006 - Feminino
O torneio feminino do basquetebol nos Jogos da Lusofonia de 2006 ocorreu no Pavilhão Polidesportivo Tap Seac. Na primeira fase, as quatro equipes se enfrentaram uma vez. Nas semifinais, a mais bem colocada enfrentou a última, enquanto a segunda enfrentou a terceira. As vencedoras fizeram a final e as perdedoras disputaram o bronze.

## Medalhistas
| Ouro   | Moçambique |
| Prata  | Portugal   |
| Bronze | Cabo Verde |

## Resultados

### Primeira fase
| Equipe     | Pts | J | V | D | PF  | PS  |
| ---------- | --- | - | - | - | --- | --- |
| Moçambique | 6   | 3 | 3 | 0 | 243 | 114 |
| Portugal   | 5   | 3 | 2 | 1 | 190 | 118 |
| Cabo Verde | 4   | 3 | 1 | 2 | 165 | 173 |
| Macau      | 3   | 3 | 0 | 3 | 111 | 303 |

| Portugal   | 43 - 44  | Moçambique |
| Cabo Verde | 78 - 52  | Macau      |
| Macau      | 32 - 97  | Portugal   |
| Moçambique | 71 - 45  | Cabo Verde |
| Moçambique | 128 - 26 | Macau      |
| Portugal   | 50 - 42  | Cabo Verde |

### Segunda Fase

#### Semifinais
|  | Moçambique | 111 - 36 | Macau |  |
|  |            |          |       |  |

|  | Portugal | 71 - 43 | Cabo Verde |  |
|  |          |         |            |  |

#### Decisão do terceiro lugar
|  | Macau | 39 - 71 | Cabo Verde |  |
|  |       |         |            |  |

#### Final
|  | Moçambique | 69 - 60 | Portugal |  |
|  |            |         |          |  |